# Autario
Autario (también Autari, Artharis, Authachar, Otahrious), fue rey de los lombardos de Italia entre el 584 hasta el 590.

## Vida y ascenso al trono
Poco se conoce de la vida de Autario antes de su ascenso al trono. En el Origo Gentis Langobardorum se dice que era hijo de Clefi de la familia de los Beleos y probablemente hijo de Masane, la esposa de este. Los historiadores datan la fecha de nacimiento hacia la década de 540, por lo tanto debió nacer en Panonia antes de la entrada de los lombardos en Italia.
Tampoco se sabe que ocurrió tras el asesinato de su padre el 574. No debió heredar de su padre el ducado de Pavía, habitualmente reservado al rey, ya que tal título lo ostentaba el duque Zabano desde el 574, y durante todo el Periodo de los Duques.
En el 584, el rey franco Childeberto II de Austrasia estableció relaciones diplomáticas con el emperador bizantino Mauricio, algunos duques conscientes del peligro que implicaba tal alianza para los territorios lombardos de Italia que quedaban entre ambas potencias, decidieron elegir a un poder central y tener de nuevo un rey. El candidato elegido fue Autario, que además de recibir el título de rey, recibió el ducado de Pavía y la mitad de las rentas de todos los demás ducados para poder sostener un poderoso ejército real. Adoptó el apellido de "Flavius", por analogía con los emperadores Flavios, una tradición que provenía de Odoacro y de Teodorico el Grande. Era una precisa elección política con la intención de legitimar el poder lombardo, no solo sobre su propio pueblo, sino además sobre la totalidad de la población itálica, reclamando explícitamente (en clave anti-bizantina) la herencia del Imperio romano de Occidente.

## Reinado

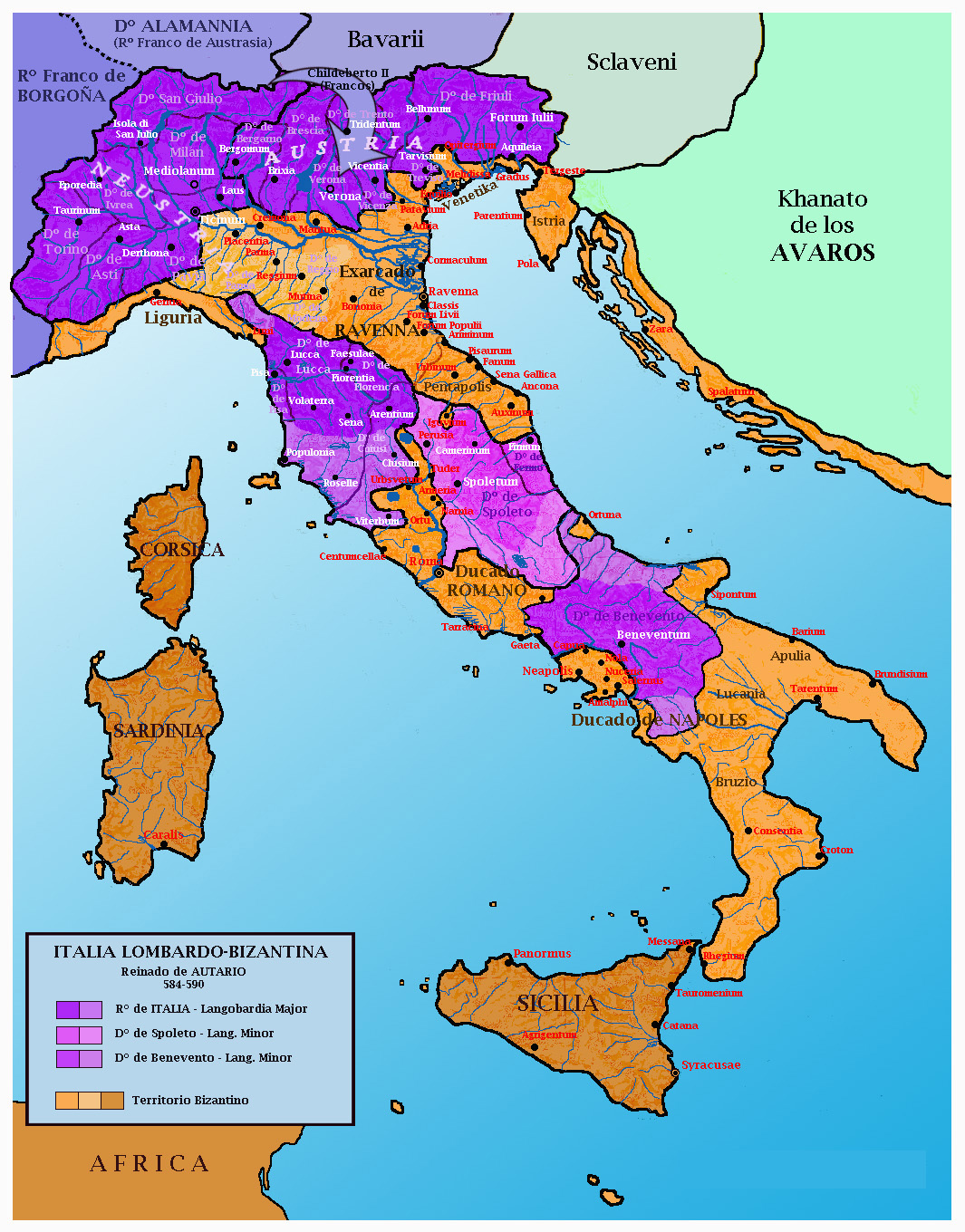
Mapa de los territorios lombardos y bizantinos en 590

No todos los duques estuvieron de acuerdo en renunciar a la autonomía que la ausencia del un rey les daba. En el 585 se rebeló el duque Droctulfo, que se refugió en Brexillus (Brescello), castillo situado en territorio bizantino. Autario puso sitio a la ciudad, la tomó y destruyó, aunque Droctulfo consiguió escapar y se refugió en el Exarcado de Rávena, y bajo la tutela del exarca Esmaragdo, para el cual recuperó el puerto de Classis, que estaba en manos del Duque de Spoleto. Autario y Esmaragdo firmaron un tratado de paz de 3 años duración.
Sin embargo, Autario rompió la paz en el 587 al mandar una expedición al mando de Ewino, Duque de Trento, para atacar Istria y traer un gran botín y tributos para el rey. En el 588 otro comandante de Autario terminó la conquista de todo el valle del Po, al tomar la fortaleza de la Comacina (en una isla del Lago de Como), el último bastión bizantino en el norte de Italia, tras seis meses de asedio.
Para estabilizar el dominio lombardo, sustituyó el sistema legal del hospitalitas (la cesión, arbitraria y manipulable, a los lombardos de un tercio de los productos del suelo) por un sistema más definido, con la división de la población en grados de riqueza, de los cuales dependían los impuestos dados a los militares lombardos pera asegurar la defensa militar. Aunque el nuevo sistema golpeó a la aristocracia latifundista latina, representó un factor de estabilidad para la masas populares y dio equilibrio a todo el reino.
Autario promocionó el desarrollo del pueblo llano hasta el momento marginado de la casta militar lombarda con la intención de generar un verdadero estado. Este proceso llevó a un periodo de paz en la cual la población romana se vio especialmente favorecida y la cual describe Paolo Diácono como una "edad de oro"
En este mismo sentido, y aunque Autario era seguidor del Arrianismo, intentó acercarse al catolicismo profesado por la población italorromana. Gregorio Magno refiere el episodio de una envío de reliquias por parte del rey al papa Pelagio II. Las enemistad posterior con francos y bizantinos (de religión católica ambos) le indujo a introducir medidas anticatólicas como fue la prohibición del bautismo por el rito romano.

## Política matrimonial
Cuando en el 585 Autario rechazó el ataque de los francos de Austrasia, induciendo a los bizantinos a una tregua de 3 años, también los francos se resignaron a alcanzar un acuerdo con los lombardos, de forma que se llegó a un preacuerdo matrimonial entre el propio Autario y Clodosvinta, hermana del rey de Austrasia, Childeberto II. Pero la reina madre de los francos, Brunegilda, se opone a tal matrimonio alegando que una católica no debe casarse con un arriano. Sin embargo este rechazo puede interpretarse en clave política de varios modos: quizás cambió el equilibrio en la corte franca y se inclinaba hacia el partido más belicoso, o tal vez la reina veía con agrado la boda de su hija con el rey visigodo de España, Recaredo. Tampoco se pueden descartar las presiones del papa Pelagio II para evitar tal enlace.
Cerrada la posibilidad de acercarse a los francos, Autario buscó reforzar su alianza con los bávaros. En el 589, Autario se casó con Teodolinda, hija del duque Garibaldo I de Baviera, y su esposa Valderada, a su vez hija de Vacone, rey lombardo de la dinastía de los letigios. De este modo reforzaba la legitimidad de Autario y la antigua estirpe real lombarda regresaba a dar "carisma" al trono. La boda se celebró en Verona el 15 de junio del 589, y con ella se fijaron también las fronteras entre ambos estados en Salorno, localidad que actualmente señala el límite entre el Trentino italófono y el Alto Adigio germanófono. A su vez, el hermano de Teodolinda, Gundoaldo, fue nombrado duque de Asti. Y una hermana, cuyo nombre se desconoce se casó con el duque de Trento, Ewino, afirmando aún más la alianza entre bávaros y lombardos.

## Guerra contra francos y bizantinos
Tras la ruptura del noviazgo entre Autario y Clodosvinta, el emperador Mauricio envió embajadas a los francos en el 587 para que estos comenzaran una guerra contra los lombardos. Childeberto II, mandó un pequeño ejército que fue fácilmente derrotado por Autario que estaba preparado, y con ello retrasó de nuevo el avance franco, reforzado en el 589 con su alianza con los bávaros.
En el 589, Romano, un nuevo exarca, fue enviado por el emperador a Rávena en sustitución de Juliano. Romano envió de nuevo al embajador Grippo a la corte de Austrasia pidiendo la intervención franca en Italia. Esta vez Childeberto II mandó gran cantidad de tropas y, a su vez, varios duques lombardos traicionaron a Autario y se unieron a los francos. El exarca atacó por Emilia y recuperó Altinum (Altino), Mutina (Módena) y Mantova (Mantua), y logró que los duques lombardos de Parma, Placentia (Piacenza) y Reggium (Reggio) se unieran al Exarcado y mandaran a sus hijos como rehenes a Rávena. Childeberto II con veinte duques del reino lombardo atacó con un ejército y marchó en dos grupos diferentes. Una parte bajo el mando de Adovaldo y otros seis duques penetró por el oeste en dirección a Mediolanum (Milán), sufriendo solo algunas pérdidas en pequeñas escaramuzas, pero los lombardos no presentaron batalla y se retiraron a las ciudades fortificadas y se atrincheraron. Un segundo ejército entró por el Trentino, al mando de Cedino y otros trece duques que fueron avanzando por el valle del Adigio conquistando fortalezas hasta llegar a Verona. Autario tuvo que refugiarse en Ticinum (Pavía), su capital, con el reino dividido en dos partes por las tropas francas.
Sin embargo en el otoño del 589, el rumbo de la guerra cambió de sentido, Autario venció una columna del ejército franco (enviado por Gontrán I rey de Borgoña) cerca de Asti. Los bizantinos tenían dispersas sus tropas intentando defender sus fronteras de los continuos ataques de los duques lombardos del sur, Zotto de Benevento y sobre todo Faroaldo I de Spoleto que desde el 580 había tomado Perusia (Perugia) y había colapsado el corredor bizantino entre Roma y Rávena. Los bizantinos no consiguieron cerrar la pinza sobre Ticinum (Pavía) y encontrarse con el ejército franco. Igualmente los contingentes francos empezaron a desmoronarse entre la indisciplina y las enfermedades, como la disentería, producida por el calor, posteriormente fuertes lluvias produjeron en octubre del 589 el desbordamiento catastrófico del Adigio y otros ríos que provocaron la retirada de los francos y su retorno a Austrasia. Cuando las tropas bizantinas estaban a punto de llegar al ejército franco de Cedinus, los francos ya habían acordado una tregua con los lombardos y se retiraban del asedio. Autario una vez liberado del asedio, mandó embajadas de paz a Gontrán I de Borgoña, tío de Childeberto II, para que mediara ante su sobrino. Entre tanto, mientras los mensajeros del rey se detenían en Francia, Autario murió de improviso el 5 de septiembre del 590 en Pavía, envenenado según cuenta Paolo Diácono, aunque podría haber muerto a causa de la epidemia que asolaba la llanura padana en aquel tiempo. Una nueva embajada fue enviada por los lombardos a Childeberto II para anunciarle la muerte del rey Autario y pedir la paz, cuando recibió y oyó a los mensajeros prometió paz en un momento entre ambos reinos.
La súbita muerte del rey, a pocos meses de su matrimonio con Teodolinda y sin descendencia, dejaba de nuevo el trono lombardo vacío. Los duques, viendo la capacidad de la reina, decidieron que fuera esta la que eligiera entre ellos a su nuevo marido y se convirtiera en rey. De este modo, Teodolinda eligió al duque de Taurinum (Turín), Agilulfo, como esposo y celebraron el matrimonio ese mismo año en Laumellum (Lumello). Al año siguiente Agilulfo fue aceptado y coronado oficialmente en Mediolanum (Milán).

## Leyendas y literatura
El propio Paolo Diácono recoge el episodio, bastante inverosímil desde el punto de vista histórico, de la llegada de Autario hasta Reggio de Calabria, el punto más extremo de la península itálica. Allí donde según cuenta habría una columna en medio de las aguas, el rey la tocó con su lanza y dijo «hasta aquí llegarán las fronteras de los lombardos», y desde ese día se le llamó a dicha columna, "La columna de Autario". Esta misma leyenda es también narrada por los Hermanos Grimm en su Leyendas de Alemania de 1816.
De igual modo, los Hermanos Grimm recogen la historia del noviazgo entre Autario y Teodolinda, y el viaje del primero a Baviera. En este mismo relato se inspiró el escritor y erudito alemán Wilhelm Hertz para escribir su poema, La novia del rey Autario. Y posteriormente Friedrich von Bodenstedt escribió en 1860 una comedia del mismo nombre